# سرطان کودکان
سرطان دوران کودکی، سرطان در کودک است. در ایالات متحده، استانداردهای خودسرانه‌ای برای رده‌های سنی در این تعریف استفاده می‌شود، شامل ۰ تا ۱۴ سال که به معنی حداکثر تا ۱۴ سال است. با این حال، تعریف سرطان در کودکان گاهی نوجوانان بین ۱۹–۱۵ سال را نیز شامل می‌شود. انکولوژی کودکان شاخه ای از پزشکی است که در زمینه تشخیص و درمان سرطان در کودکان فعالیت می‌کند.
در سراسر جهان، برآورد می‌شود که سرطان دوران کودکی بروز از بیش از ۱۷۵٫۰۰۰ در هر سال، و نرخ مرگ و میر حدود ۹۶۰۰۰ در سال را دارد. در کشورهای پیشرفته، سرطان در کودکان تقریباً ۲۰٪ مرگ و میر را شامل می‌وشد. از طرف دیگر، با منابع کمتری گفته می‌شد که علت مرگ و میر تقریباً ۸۰٪ یا حتی ۹۰٪ در فقیرترین کشورهای جهان است. در بسیاری از کشورهای توسعه یافته شیوع آن به آرامی رو به افزایش است. نرخ سرطان دوران کودکی، ۰٫۶٪ در هر سال بین سال‌های ۱۹۷۵ و ۲۰۰۲ در ایالات متحده آمریکا و بین سالهای ۱۹۷۸ و ۱۹۹۷ در اروپا ۱٫۱ درصد در سال بوده است. برخلاف سرطان در بزرگسالان، که به‌طور معمول ناشی از سالها آسیب DNA است، سرطان‌های دوران کودکی ناشی از سوء استفاده از روند طبیعی رشد است.

## علائم و نشانه‌ها

### مشکلات یادگیری
کودکان مبتلا به سرطان در معرض ابتلا به مشکلات مختلف شناختی یا یادگیری هستند. این مشکلات ممکن است مربوط به آسیب مغزی ناشی از خود سرطان مانند تومور مغزی یا متاستاز سیستم عصبی مرکزی یا عوارض جانبی درمان‌های سرطان مانند شیمی درمانی و پرتودرمانی باشد. مطالعات نشان داده‌اند که روش‌های شیمی درمانی و پرتوی ممکن است به ماده سفید مغز آسیب برسانند و فعالیت مغز را مختل کنند.
این مشکل شناختی به عنوان اختلال شناختی پس از شیمی درمانی (PCCI) یا «مغز شیمیایی» شناخته می‌شود. این اصطلاح معمولاً توسط بازماندگان سرطان که مشکلات فکری و حافظه را پس از درمان سرطان توصیف می‌کنند، استفاده می‌شود. محققان مطمئن نیستند که دقیقاً چه عواملی باعث ایجاد مغز شیمیایی می‌شود، با این حال، آنها می‌گویند این احتمال وجود دارد که به خود سرطان، یا درمان سرطان مرتبط بوده یا یک واکنش احساسی به هر دو باشد.
این اختلال شناختی معمولاً چند سال پس از تحمل کودک در درمان سرطان مشاهده می‌شود. هنگامی که یک بازمانده از سرطان در دوران کودکی به مدرسه برمی گردد، ممکن است نمرات پایین امتحانات، مشکلات حافظه، توجه و رفتار و همچنین هماهنگی ضعیف چشم و دست و رشد با گذشت زمان را تجربه کند. اگر ناتوانی در یادگیری شناختی آنها بر موفقیت آموزشی تأثیر بگذارد، والدین می‌توانند برای فرزندان خود، خدمات ویژه آموزشی در مدرسه را درخواست دهند.

## عوامل خطر
عوامل خانوادگی و ژنتیکی در ۵–۱۵٪ موارد سرطان در کودکان مشخص شده است. در <5-10 of موارد، قرار گرفتن در معرض محیط و عوامل برونزا شناخته شده است، مانند قرار گرفتن مادر باردار در معرض دخانیات، اشعه ایکس یا داروهای خاص. با این حال، برای ۷۵–۹۰ موارد باقی مانده، علل فردی ناشناخته باقی مانده است. در بیشتر موارد، مانند سرطان‌زایی به‌طور کلی، فرض می‌شود که سرطان‌ها شامل عوامل خطر و متغیرهای متعددی هستند.
جنبه‌هایی که عوامل خطر سرطان کودکان را از آنچه در سرطان‌های بزرگسالان دیده می‌شود متفاوت می‌کند، عبارتند از:
- قرار گرفتن در معرض خطرات زیست‌محیطی متفاوت و گاه منحصر به فرد. کودکان اغلب برای محافظت از آنها در برابر عوامل محیطی سمی باید به بزرگسالان اعتماد کنند.
- سیستم‌های فیزیولوژیکی نابالغ برای پاکسازی یا متابولیسم مواد محیطی
- رشد و نمو کودکان در فازهایی که تحت عنوان «پنجره‌های رشد» شناخته می‌شوند، منجر به «پنجره‌های حیاتی آسیب‌پذیر» می‌شود.

همچنین، امید به زندگی طولانی‌تر در کودکان باعث می‌شود که زمان زیادتری برای دوره نهفتگی سرطان وجود داشته باشد و خطر ابتلا به برخی از انواع سرطان را در مراحل بعدی زندگی افزایش می‌دهد.
افزایش سن والدین با افزایش خطر ابتلا به سرطان در کودکان در ارتباط است. علل قابل پیشگیری از بدخیمی در دوران کودکی وجود دارد، مانند استفاده بیش از حد یا بدون دلیل در طول بارداری از اشعه یونیزه از طریق اسکن توموگرافی کامپیوتری، در صورت عدم نشان دادن آزمایش یا استفاده از پروتکل‌های بزرگسالان.

## تشخیص

### انواع

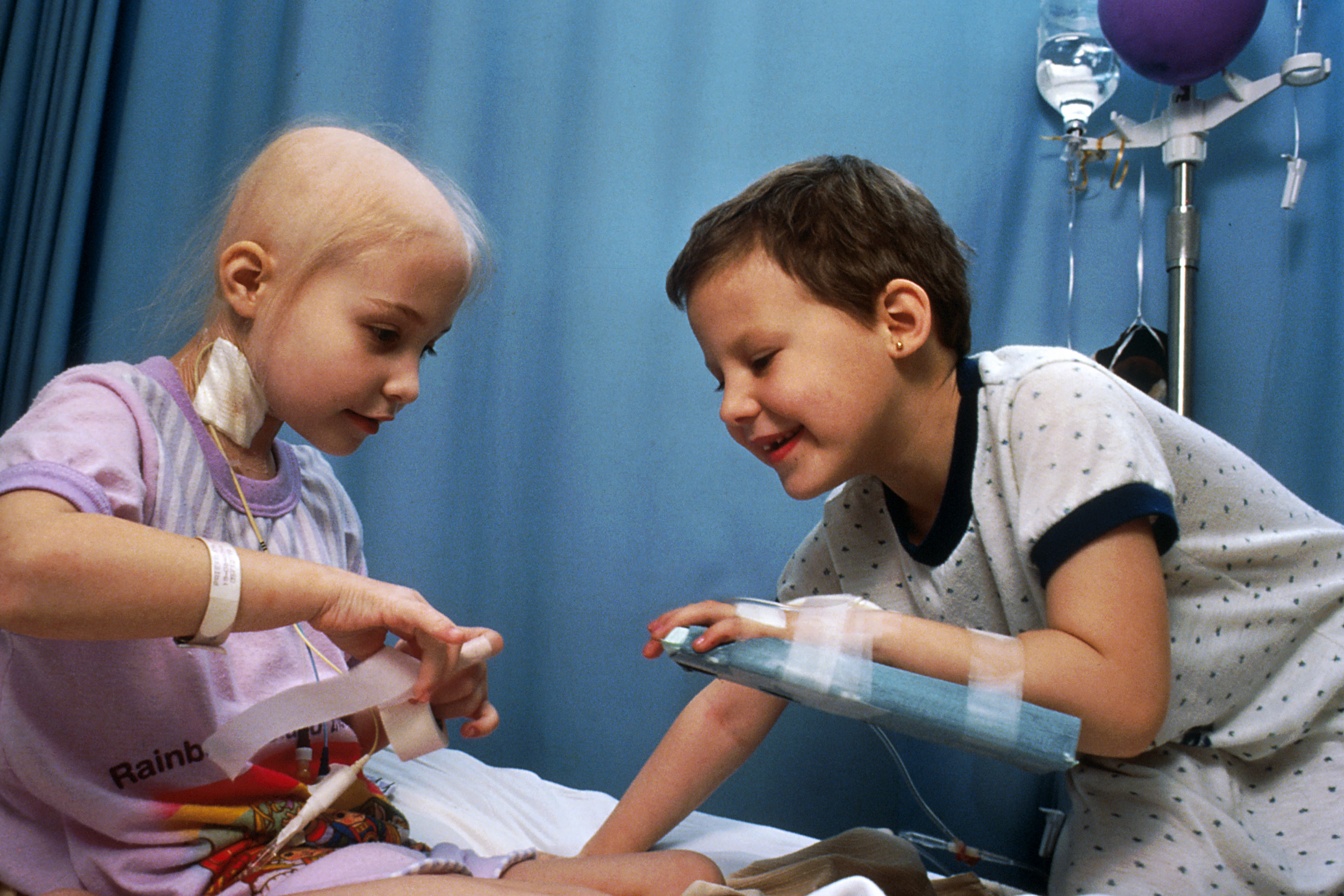
دو دختر مبتلا به سرطان خون حاد لنفوسیتی نشان داده می‌شود که در حال دسترسی وریدی به شیمی درمانی هستند.

شایعترین سرطانها در کودکان سرطان خون کودکان (۳۲٪)، تومورهای مغزی (۱۸٪) و لنفوم‌ها (۱۱٪) است. در سال ۲۰۰۵، از هر ۱۰۰۰۰۰ جوان زیر ۲۰ سال در ایالات متحده آمریکا ۴٫۱ به سرطان خون مبتلا شده است و ۰٫۸ در هر ۱۰۰۰۰۰ نفر به علت آن فوت می‌کنند. تعداد موارد جدید در بین گروه سنی ۱–۴ بالاتر بود، اما تعداد مرگ در بین گروه سنی ۱۰–۱۴ بیشتر بود.
در سال ۲۰۰۵، ۲٫۹ نفر از هر ۱۰۰۰۰۰ نفر ۰ تا ۱۹ سال مبتلا به سرطان مغز یا سیستم عصبی مرکزی بودند و ۰٫۷ در هر ۱۰۰۰۰۰ نفر به علت آن مردند. این سرطان‌ها اغلب در کودکان بین ۱ تا ۴ سال مشاهده می‌شود، اما بیشترین مرگ و میر در میان ۵–۹ سالگی رخ داده است. زیرگروه‌های اصلی تومورهای مغزی و سیستم عصبی مرکزی در کودکان عبارتند از: آستروسیتوما، گلیومای ساقه مغز، کرانیوفارنژیوما، گانگلیوگلیومای نوزاد دسموپلاستیک، اپندیموما، گلیومای درجه یک، مدولوبلاستوما و تومور رابدوئید تراتوئید تیپاتوئید.
انواع دیگر و کمتر شایع سرطان در کودکان عبارتند از:
- نوروبلاستوما (۶٪، سیستم عصبی)
- تومور ویلمز (۵٪، کلیه)
- لنفوم غیر هوچکین (۴٪، خون)
- رابدومیوسارکوما در دوران کودکی (۳٪، سایتهای مختلف)
- رتینوبلاستوما (۳٪، چشم)
- استئو سارکوما (۳٪، سرطان استخوان)
- سارکوم Ewing (1%، بسیاری از سایت‌ها)
- تومورهای سلول‌های جوان (۵٪، بسیاری از مکان‌ها)
- بلاستوم پلورو ریه (حفره ریه یا پلور)
- هپاتوبلاستوما و کارسینوم سلولهای کبدی (سرطان کبد)

## انکولوژی بزرگسالان و نوجوانان
انکولوژی جوانان و نوجوانان (AYA) شاخه ای از پزشکی است که با پیشگیری، تشخیص و درمان سرطان در بیماران جوان و نوجوان در سنین ۳۰–۱۳ سال سروکار دارد. مطالعات به‌طور مداوم نشان داده‌اند که در حالی که میزان بقای سرطان در کودکان افزایش یافته است، میزان بقا در نوجوانان و جوانان همچنان ثابت مانده است. در حالی که بسیاری از آزمایش‌ها بالینی برای بزرگسالان و کودکان مبتلا به سرطان وجود دارد، برای جوانان و نوجوانان از آزمایش‌ها بالینی استفاده نمی‌کنند. بیشتر آزمایش‌ها بالینی کودکان به بیماران تا ۲۱ سالگی خدمات می‌دهند. علاوه بر این، جوان و نوجوانان با مشکلاتی روبرو هستند که بزرگسالان و کودکان به ندرت با آن مواجه می‌شوند؛ از جمله نگرانی‌هایی دربارهٔ دانشگاه، باروری و احساس تنهایی. مطالعات اغلب نشان داده است که درمان جوان‌ها با همان پروتکل‌های مورد استفاده در کودکان نسبت به درمان‌های بزرگسالان موثرتر است.

## درمان
سرطان‌های دوران کودکی به‌طور معمول از تومورها که به صورت بالینی قابل هدف یابی هستند تشکیل نمی‌شوند؛ بنابراین، درمان اغلب به کمورادیوتراپی که ترکیبی از شیمی درمانی و رادیوتراپی است، محدود می‌شود. سمیت سلولی شیمی درمانی می‌تواند منجر به بیماری‌های همزمان فوری و طولانی مدت مرتبط با درمان شود. برای کودکانی که تحت درمان سرطان پرخطر قرار دارند، بیش از ۸۰٪ در نتیجه درمان، سمیت تهدید کننده زندگی یا مرگبار را تجربه می‌کنند.

## پیش‌بینی
بزرگسالان بازمانده از سرطان دوران کودکی دارای مشکلات جسمی، روانی و اجتماعی هستند.
نارسایی قلبی یک عارضه طولانی مدت در بزرگسالان بازمانده از سرطان دوران کودکی است. احتمال زنده ماندن بازماندگان بزرگسال هشت برابر بیشتر از افراد دیگر است و بیش از نیمی از کودکان تحت درمان سرطان دچار نوعی ناهنجاری قلبی می‌شوند، اگرچه این ممکن است بدون علامت یا خیلی خفیف باشد برای تشخیص بالینی بیماری قلبی.
بازماندگان سرطان دوران کودکی همچنین در معرض خطر ایجاد اثرات سوء بر کلیه‌ها و کبد هستند. خطر عوارض جانبی دیررس کبدی در بازماندگان سرطان کودکان در کسانی که تحت رادیوتراپی کبد قرار گرفته‌اند و در افرادی که عواملی مانند شاخص توده بدن بالاتر و هپاتیت ویروسی مزمن دارند، افزایش می‌یابد. برخی از روش‌های درمانی و جراحی کبد همچنین ممکن است خطر عوارض جانبی کبد را در بازماندگان سرطان کودکان افزایش دهد.

## همه‌گیرشناسی
در سطح بین‌المللی، هنگام مقایسه کشورهای با درآمد بالا با کشورهای کم درآمد، بیشترین تغییر در بروز سرطان در کودکان رخ می‌دهد. این ممکن است به دلیل تفاوت در توانایی تشخیص سرطان، تفاوت در خطر در زیر گروه‌های مختلف جمعیت قومی یا نژادی و همچنین تفاوت در عوامل خطر باشد. نمونه ای از عوامل مختلف خطر در موارد لنفوم بورکیت در کودکان است، نوعی لنفوم غیر هوچکین که از هر ۱۰۰۰۰۰۰ سالانه ۶ تا ۷ کودک را در مناطقی از جنوب صحرای آفریقا بیمار می‌کند، جایی با سابقه عفونت توسط ویروس اپشتین بار و مالاریا. در کشورهای صنعتی، لنفوم بورکیت با این شرایط عفونی ارتباط ندارد.

### ایالات متحده
در ایالات متحده، سرطان دومین علت شایع در مرگ کودکان بین ۱ تا ۱۴ سال است که فقط در اثر تصادفات بیش از حد است. بیش از ۱۶ نفر از هر ۱۰۰۰۰۰ کودک و نوجوان در ایالات متحده مبتلا به سرطان تشخیص داده شدند و از هر ۱۰۰۰۰۰۰۰۰ نفر تقریباً ۳ نفر بر اثر بیماری فوت کردند. در ایالات متحده در سال ۲۰۱۲، بروز ۱۲۰۰۰ مورد جدید، و ۱۳۰۰ مرگ و میر، از سرطان در میان کودکان ۰ تا ۱۴ سال سن تخمین زده شد. آمار گزارش انجمن سرطان آمریکا ۲۰۱۴:
سنین تولد تا ۱۴ سالگی
| ارتباط جنسی | وقوع  | مرگ و میر | مشاهده بقا ٪ |
| ----------- | ----- | --------- | ------------ |
| پسران       | ۱۷۸٫۰ | ۲۳٫۳      | ۸۱٫۳         |
| دخترا       | ۱۶۰٫۱ | ۲۱٫۱      | ۸۲٫۰         |

سنین ۱۵ تا ۱۹ سالگی
| ارتباط جنسی | وقوع  | مرگ و میر | مشاهده بقا ٪ |
| ----------- | ----- | --------- | ------------ |
| پسران       | ۲۳۷٫۷ | ۳۴٫۵      | ۸۰٫۰         |
| دخترا       | ۲۳۵٫۵ | ۲۴٫۷      | ۸۵٫۴         |

توجه: میزان بروز و مرگ و میر در هر ۱٬۰۰۰٬۰۰۰٬۰۰۰ است و با جمعیت استاندارد ۲۰۰۰ ایالات متحده تنظیم می‌شود. درصد بقای مشاهده شده بر اساس داده‌های سال‌های ۲۰۰۳–۲۰۰۹ است.

## بنیادها و جمع‌آوری سرمایه

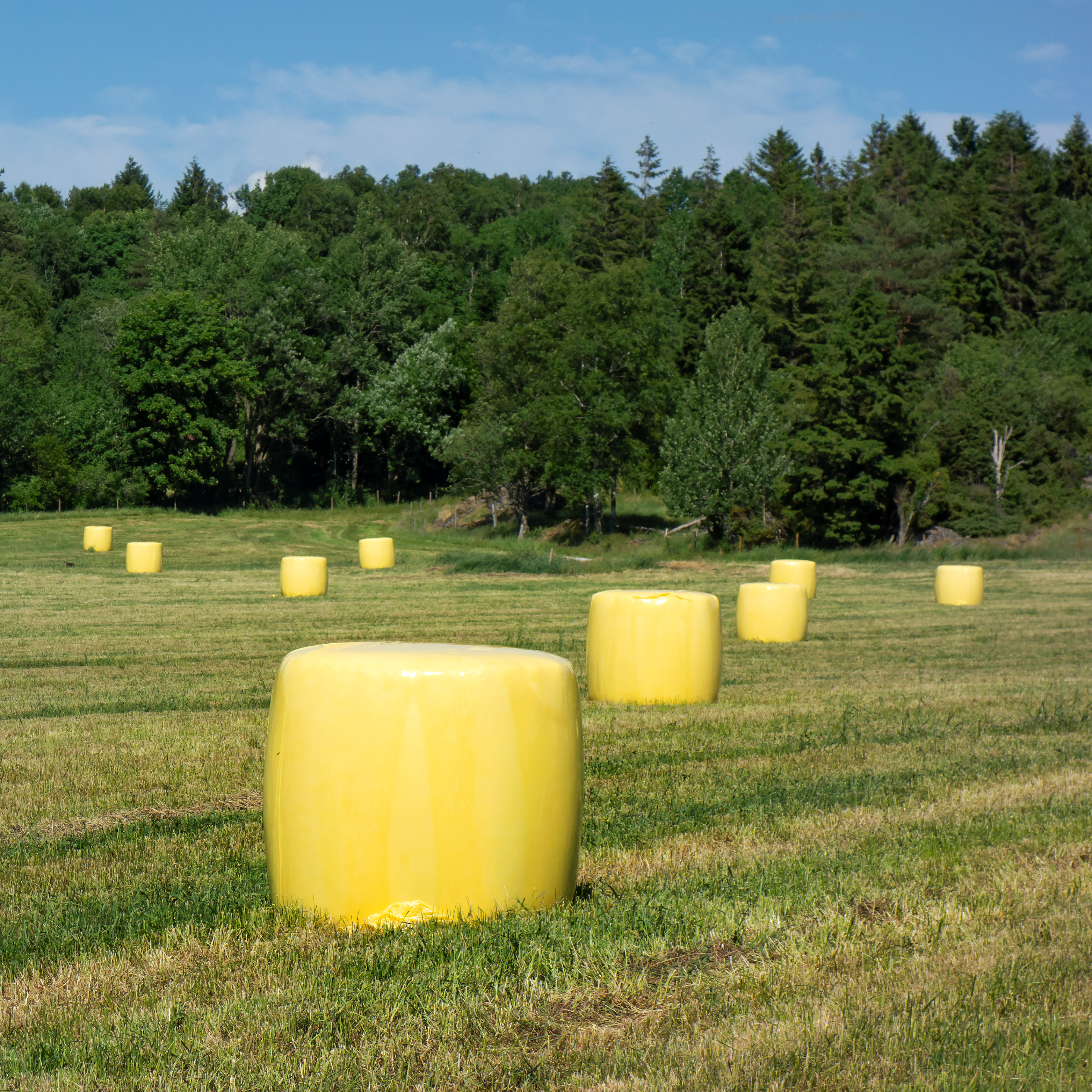
بخشی از درآمد حاصل از فروش بسته‌بندی سیلاژ زرد در سوئد به تحقیقات مربوط به سرطان دوران کودکی اختصاص می‌یابد

در حال حاضر، سازمانهای مختلفی وجود دارد که تمرکز اصلی آنها مبارزه با سرطان کودکان است. سازمان‌هایی که از طریق تحقیقات یا برنامه‌های پشتیبانی سرطان روی سرطان کودکان متمرکز شده‌اند، عبارتند از: سرطان کودکی کانادا، CLIC Sargent و گروه سرطان و سرطان خون کودکان (در انگلستان)، بنیاد سرطان کودک (در نیوزیلند)، بنیاد بازیابی سرطان کودکان (در یونایتد) ایالات)، سازمان سرطان کودکی آمریکا (در ایالات متحده)، حمایت از سرطان کودکی (استرالیا) و انجمن هاییم (در اسرائیل). بنیاد پایه لیموناد الکس به مردم در سراسر ایالات متحده این امکان را می‌دهد تا با سازماندهی غرفه‌های لیموناد برای تحقیقات در مورد سرطان کودکان پول جمع کنند. بنیاد ملی سرطان کودکان در یافتن درمان‌های کمتر سمی و موثرتر برای سرطان‌های کودکان متمرکز است. این بنیاد در جستجوی درمانهای مؤثر در عمل با ۲۴ بیمارستان مختلف در سراسر ایالات متحده کار می‌کند. بنیاد سرطان دوران کودکی بزرگ‌ترین بنیاد جهانی سرطان کودکان است. این مرکز بر دسترسی زودهنگام به مراقبت از سرطانهای دوران کودکی و حمایت از بیمار تمرکز دارد.در ایران چندین بنیاد خیریه وجود دارند که به کودکان مبتلا به سرطان کمک می‌کنند.